# Piper hookeri
Piper hookeri är en pepparväxtart som beskrevs av Friedrich Anton Wilhelm Miquel. Piper hookeri ingår i släktet Piper och familjen pepparväxter. Inga underarter finns listade i Catalogue of Life.